# Pessin
Pessin ist eine Gemeinde im Landkreis Havelland in Brandenburg. Sie gehört dem Amt Friesack an. Verwaltungssitz des Amtes ist die Stadt Friesack.

## Geografie
Pessin liegt südöstlich von Friesack im Westhavelländischen Ländchen an der Grenze zum Naturraum Nauener Platte in einer leicht welligen Grundmoränenlandschaft. Nördlich der Gemeinde befindet sich der Große Havelländische Hauptkanal.

## Gemeindegliederung
Pessin verfügt über keine amtlich ausgewiesenen Ortsteile, bewohnten Gemeindeteile oder Wohnplätze.

## Geschichte
Der Ortsname Pessin, 1335 noch Possin geschrieben, ist slawischen Ursprungs und steht für bozyna (bĭzŭ) – „Holunder“.
„Pessin. Dies ist die Kampfesstätte (oder vielleicht in Zootzen) der Ribbecks, Knoblochs und Bredows“, schrieb einst Theodor Fontane über Pessin.
Die erste bekannte Nennung eines Ortes Pusyn (Posyn) stammt aus dem Jahre 1197. Die Nennung eines „Marsilius sacerdos de Pusyn“ (Marsilius, Priester von Pusyn) steht im Zusammenhang mit der Bezeugung der Schenkung im Jahre 1197 von Ketzin und Knoblauch durch Otto II. an das Domkapitel zu Brandenburg. Die örtliche Zuordnung des Priesters Marsilius nach Pessin bzw. nach Päwesin ist strittig.
Die erste nachweisliche schriftliche Erwähnung von Pessin stammt aus dem Jahre 1269, damals sollen »die Markgrafen Johann I., Otto IV. und Konrad I.« dem Domstift Brandenburg die »Kirche und das Kirchlehn im Dorfe Riez und den dazugehörigen Ortschaften Pessin und Selvelang« unter Einwilligung des Bischofs Heinrich I. von Ostheren übereignet haben.
Von der bei Heffter erwähnten Urkunde (Copiar. antiq. p. 35 sq.) gibt es im Domstiftsarchiv Brandenburg zwei verschiedene Ausführungen, wobei nur in der zweiten Ausführung (U. 653). die Pfarre des Dorfes Retzow (Rizzowe) und ihre Filiale Pessin und Selbelang (Selewelanc) erwähnt sind. Die erste Urkunde ohne die Erwähnung der Filialkirchen vom 17. Februar 1269 findet man im Codex diplomaticus Brandenburgensis – Teil 1, Band 8. Andere Werke gingen bisher vom 5. Dezember 1335 als erste schriftliche Erwähnung von Pessin anlässlich der Belehnung derer von Rochow durch den Markgrafen Ludwig I. unter dem Namen „Possin“ aus, obwohl Pessin bereits am 9. Juni 1335 in der Anordnung des Markgrafen Ludwig I. über den Unterhalt der Dämme zu Brandenburg neben zahlreichen anderen Ortschaften des Havellandes erwähnt wurde.
Im Jahre 1779 lebten 439 Menschen im Dorf. 1860 waren es bereits 650. Heute sind es fast wieder so viele wie 1860.

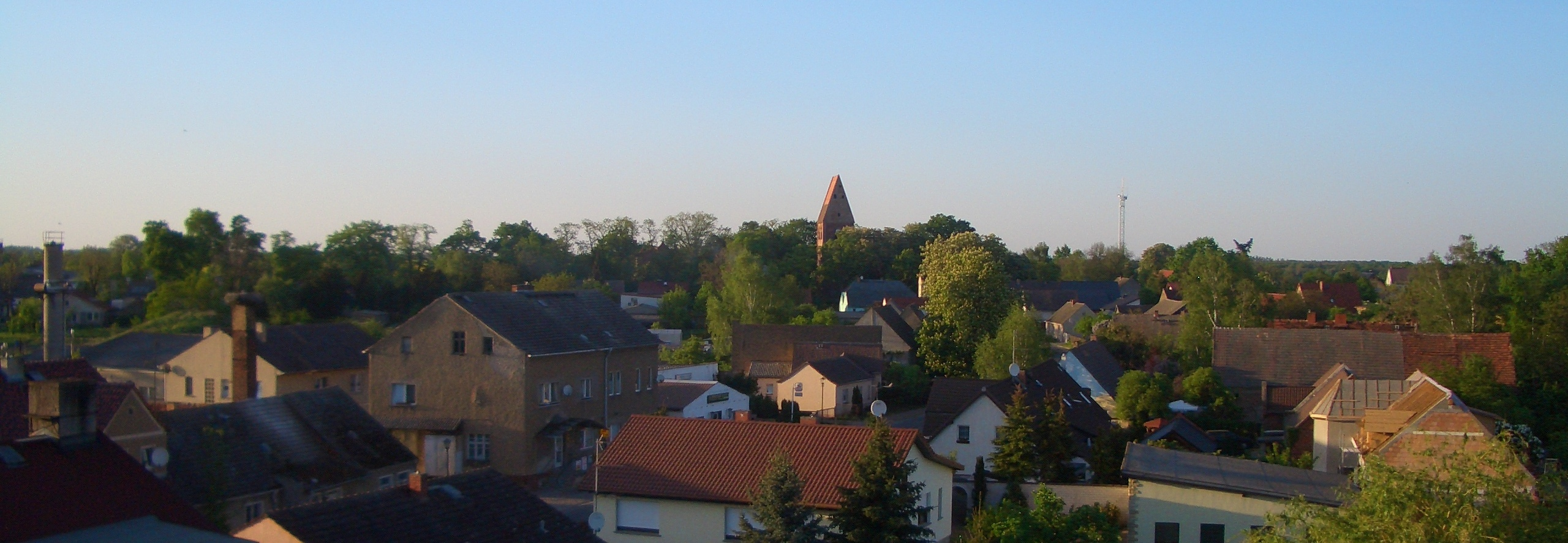
Panorama von Pessin

Pessin ist eng verbunden mit der märkischen Geschichte und derer von Knoblauch und von Bredow, sie lässt sich heute noch spurenweise entdecken.
Zu den ältesten Häusern in Pessin gehört ohne Zweifel das Herrenhaus derer von Knoblauch, welches als das älteste Herrenhaus des niederen märkischen Adels in der Mark Brandenburg bezeichnet wird. 1419 wurde das Gutshaus durch Sigmund von Knoblauch – den Stammvater der Familie von Knoblauch – errichtet, da die von Knoblauch im Jahre 1416 mit der Herrschaft Pessin belehnt wurden. Die Siedlungsgeschichte des Standortes des Herrenhauses muss jedoch viel älter sein, da es als schlichtes zweigeschossiges Fachwerkhaus auf den dicken Grundmauern eines zum Teil gewölbten Kellers errichtet wurde. Man vermutet, dass an selbiger Stelle eine ältere Burg gestanden hat.
„1608 wurden in Pessin acht Rittersitze registriert, womit der Ort zusammen mit dem nahegelegenen Retzow den Spitzenwert aller damals registrierten Orte mit adligen Wohnsitzen in der Prignitz, Mittel- und Uckermark aufwies. Sieben dieser Rittersitze gehörten der Familie von Knoblauch, einer befand sich im Besitz eines Jobst von Bredow.“ Als ein Beispiel über die weite Verzweigung der Familie derer von Knoblauch über die Grenzen der Gemeinde Pessin hinaus, kann die Belehnung der Brüder Otto und Ernst von Knobloch am 15. März 1544 vom niederlausitzischen Landvogt Albrecht von Schlick, Graf von Passaun mit einem Drittel Mittweide und einem Drittel Skuhlen (heute Schuhlen) betrachtet werden. Denn mitbelehnt zur gesamten Hand waren ihre Vettern Lorenz, Arnt, Joachim und Klaus von Knobloch zu Ferchesar und Pessin.
Im 18. Jahrhundert waren im Ort noch sieben Zweige derer von Knoblauch ansässig, und ihre Nachkommen blieben bis 1932 in Pessin, wie z. B. Friedrich Wilhelm von Knoblauch (1798–1852) und seine Gattin Pauline von Bardeleben (1811–1884). Ihr zu Ehren erhielt die „Bardelebens Meierei“ am 30. April 1833 den Namen Paulinenaue, sie war somit Namenspatronin der heutigen Gemeinde Paulinenaue. Das Familienwappen der Pauline von Bardeleben kann man heute noch in der Pessiner Dorfkirche besichtigten.
Friedrich Wilhelm von Knoblauch und Pauline von Bardeleben hatten mehrere Kinder. Eine Tochter war Laura von Knoblauch (* 12. September 1836 auf Gut Pessin; † 27. Dezember 1904 in Potsdam), welche am 27. Oktober 1856 in Pessin Graf Georg von Waldersee (* 22. Oktober 1824 in Berlin; † 30. Oktober 1870 in Le Bourget / Frankreich (auf den Schlachtfeld)) heiratete. Eine weitere Tochter war Pauline von Knoblauch (* 12. April 1843 auf Gut Pessin; † 18. Dezember 1904 auf Gut Senzke), die Gattin von Wolf von Bredow (* 1. Mai 1834 auf Gut Senzke, Landkreis Westhavelland, Brandenburg; † 18. März 1920 auf Gut Senzke), dieser war Gutsbesitzer in Senzke sowie in Pessin und preußischer Politiker. Ein kleines Gut derer von Bredow bestand seit 1375 in Pessin, dieses musste 1928 wegen Konkurses verkauft werden. Es hatte nach dem Landwirtschaftlichen Adressbuch einen Umfang von 789 ha. Letzter Bredow in Pessin war der zweite Sohn, Landrat Joachim.
Besonders hervorzuheben ist noch Kurt von Knoblauch (1829–1894) auf Pessin IV bis VI. Er war zugleich auch Ritterschaftsdirektor und damit am Finanzwesen, sprich an der Begleitung der Kreditbeschaffung, vieler Rittergüter im Havelland beteiligt. Sein eigener Besitz betrug 915 ha, der des Heinrich von Knoblauch auf Pessin anteilig II und III etwa 454 ha.
Das Rittergut Pessin I mit 789 ha gehörte bereits der Siedlungsgesellschaft „Deutsche Scholle“. Die 1057 ha großen Güter derer von Knoblauch, hier des Sohnes Hauptmann Wilhelm (1868–1943) auf Pessin II und III und Anteile von IV und VI, sowie von dessen Ehefrau Frieda, geborene Ebart (1877–1959), wurden 1932 zwangsversteigert. Ihr Gutshaus wurde durch den erst im Jahre 1906 geadelten Alfred Egon Gustav von Bake (* 29. August 1888 in Neudorf bei Wronke, † 18. März 1949 Ortenberg, Baden) Gutsherr auf Bakerode und dessen Gattin Marie-Luise von Zanthier (* 1893, ⚭ 1912, † 1956) erworben, diese wurden jedoch 1945 enteignet. Die Familie von Bake hatte noch wie viele Gutsbesitzer in Brandenburg an einem Investitionsprogramm zur Erschaffung von Werkswohnungen teilgenommen. Hauptwohnsitz der Familie von Bake blieb aber das erste Gut Bakerode bei Posen. Die Bake-Tochter Dorothee war übrigens mit dem gleichnamigen Enkel des Wolf von Bredow-Senzke verheiratet. Pessin mit Paulinenaue hatte Anfang der 1930er Jahre nach Angaben des Katasteramtes und des Finanzamtes zu Rathenow 550 Einwohner.

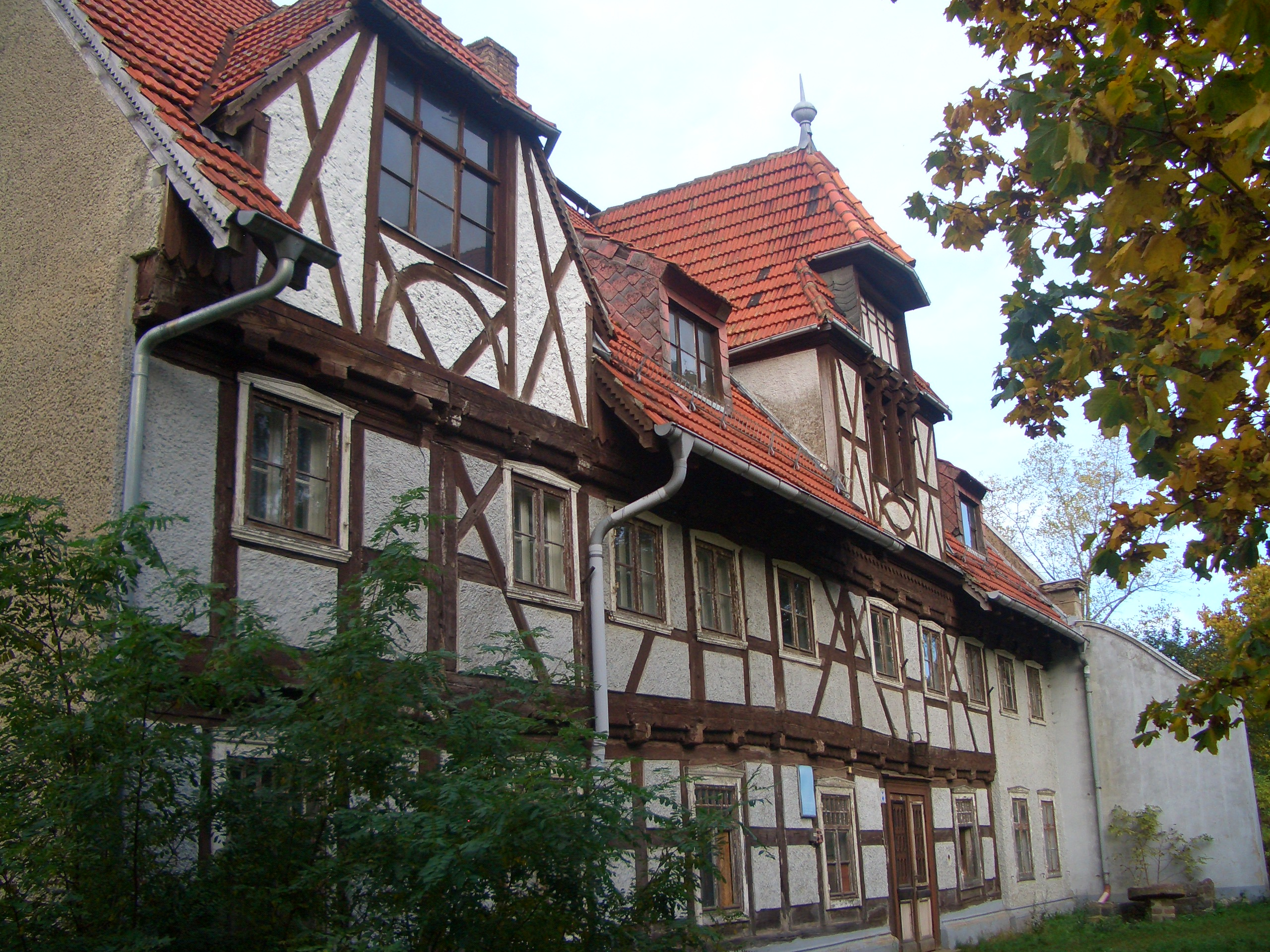
Herrenhaus derer von Knoblauch 2006

Das Herrenhaus derer von Knoblauch wurde mehrfach umgebaut, so sind Umbauarbeiten zum Ende des 19./Anfang des 20. Jahrhunderts bekannt. Nach dem Zweiten Weltkrieg erfolgten die tiefgreifendsten baulichen Veränderungen, so wurde der Saalanbau des Gutshauses abgetragen, das Wappen entfernt und die alten Linden abgeholzt. In den 1960er Jahren wurde die westliche Fachwerkfassade überformt. Das Gutshaus wurde zu DDR-Zeiten unterschiedlich genutzt – vom Wohnhaus über Kinderkrippe und Kindergarten bis zum Amtssitz der Gemeinde und zur Bibliothek sowie als Arztpraxis. Im Februar 2007 wurde das Haus von der Gemeinde verkauft und befindet sich nunmehr in Privatbesitz.
„In unmittelbarer Nähe des alten Gebäudes (Herrensitz 1 der Familie von Knoblauch) befindet sich ein weiteres Herrenhaus, das die Brüder Wilhelm und Arnold von Knoblauch um die Mitte des 19. Jahrhunderts erbauen ließen. Dieses Haus ist heute in einem desolaten, nicht mehr bewohnbarem Zustand. Der ältere Ursprungsbau ist kaum noch erkennbar. Der auf der Straßenseite siebenachsige eingeschossige Hauptbau wurde an beiden Giebelseiten mit Anbauten versehen.“ Dieses im Jahre 1850 erbaute Herrenhaus wurde nach dem Zweiten Weltkrieg als Sitz der LPG genutzt und fiel 2004/2005 auf Grund seines desolaten Zustandes der Abrissbirne zum Opfer.
Das Gutshaus derer von Bredows, ein Putzbau von 1835, wurde nach 1945 als Schule genutzt und befindet sich heute ebenfalls in Privatbesitz. Es wurde in den Jahren 2015–2017 aufwändig saniert.
Pessin gehörte seit 1817 zum Kreis Westhavelland in der preußischen Provinz Brandenburg und ab 1952 zum Kreis Nauen im DDR-Bezirk Potsdam. Seit 1993 liegt die Gemeinde im brandenburgischen Landkreis Havelland.

## Bevölkerungsentwicklung
| Jahr | Einwohner |
| ---- | --------- |
| 1875 | 407       |
| 1890 | 367       |
| 1910 | 353       |
| 1925 | 578       |
| 1933 | 635       |
| 1939 | 666       |

| Jahr | Einwohner |
| ---- | --------- |
| 1946 | 938       |
| 1950 | 957       |
| 1964 | 766       |
| 1971 | 809       |
| 1981 | 713       |
| 1985 | 731       |

| Jahr | Einwohner |
| ---- | --------- |
| 1990 | 723       |
| 1995 | 750       |
| 2000 | 734       |
| 2005 | 677       |
| 2010 | 647       |
| 2015 | 650       |

| Jahr | Einwohner |
| ---- | --------- |
| 2020 | 669       |
| 2021 | 657       |
| 2022 | 651       |
| 2023 | 623       |
| 2024 | 610       |

Gebietsstand des jeweiligen Jahres, Einwohnerzahl: Stand 31. Dezember (ab 1991). Ab 2011 auf Basis des Zensus 2011. Ab 2022 auf Basis Zensus 2022

## Politik

### Gemeindevertretung
Die Gemeindevertretung von Pessin besteht aus acht Gemeindevertretern und dem ehrenamtlichen Bürgermeister. Die Kommunalwahl am 9. Juni 2024 führte zu folgendem Ergebnis:
| Partei / Wählergruppe                          | Stimmenanteil | Sitze |
| ---------------------------------------------- | ------------- | ----- |
| Wählergruppe Landleben                         | 43,1 %        | 3     |
| Wählergruppe Pessiner Carneval Club „Rot-Weiß“ | 31,0 %        | 3     |
| Einzelvorschlag Wunderlich                     | 11,4 %        | 1     |
| Einzelvorschlag Bangert                        | 11,1 %        | 1     |

### Bürgermeister
- 1998 bis 2020: Christian Meyer[37]
- seit 2020: Andreas Flender

Nach dem Tod von Christian Meyer wählte die Gemeindevertretung Andreas Flender am 11. Juni 2020 für die restliche Amtsperiode einstimmig zum neuen Bürgermeister.
Bei der Bürgermeisterwahl am 9. Juni 2024 wurde Flender ohne Gegenkandidat mit 76,2 der gültigen Stimmen für eine weitere Amtsperiode von fünf Jahren gewählt.

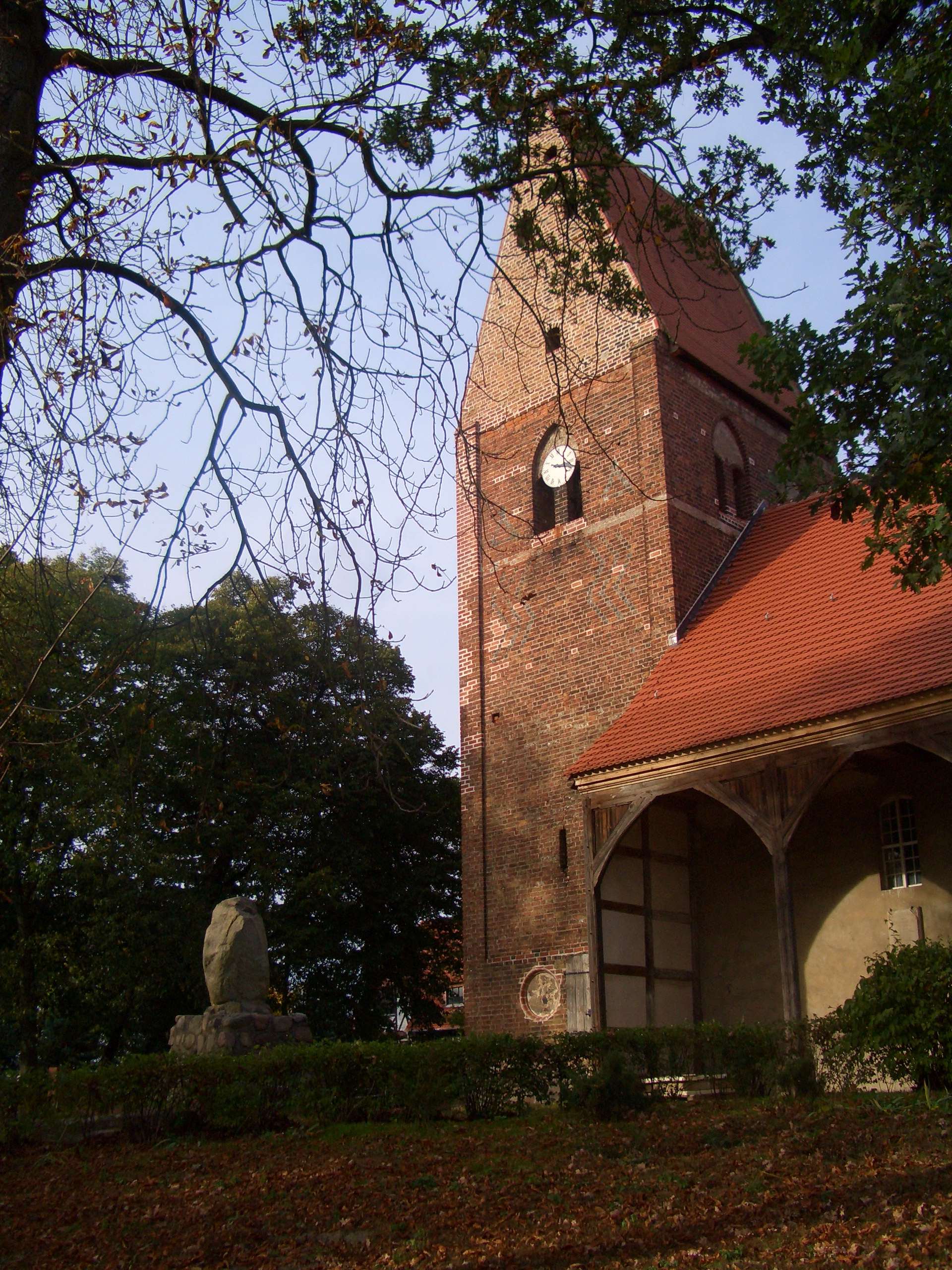
Kirche von Pessin

## Sehenswürdigkeiten
In der Liste der Baudenkmale in Pessin stehen die in der Denkmalliste des Landes Brandenburg eingetragenen Baudenkmale.
- Dorfkirche, errichtet im 15. Jahrhundert, gilt als älteste Kirche des Westhavellandes
- Herrenhaus, erbaut 1419 in einer Frühform des märkischen Herrenhauses
- Denkmal für die im Ersten Weltkrieg gefallenen Pessiner vor der Kirche

## Verkehr
Durch Pessin führt die B 5 zwischen Friesack und Nauen. Die Bundesautobahn 10 (westlicher Berliner Ring) ist in südöstlicher Richtung über die Anschlussstelle Berlin-Spandau (ca. 25 km) zu erreichen.
Nördlich der Gemeinde verläuft die Bahnstrecke Berlin–Hamburg, südlich die Strecke Berlin–Stendal. Die nächstgelegenen Bahnhöfe sind Paulinenaue an der Bahnstrecke Berlin–Hamburg (Regional-Express-Linie RE 2 Wismar–Berlin–Cottbus) und Buschow an der Bahnstrecke Berlin–Stendal (Regional-Express-Linie RE 4 Rathenow–Berlin–Jüterbog).
Vom 20. September 1901 bis zum 1. April 1961 war Pessin ein Haltepunkt an der Kreisbahn Rathenow-Senzke-Nauen.

## Söhne und Töchter der Gemeinde
- Friedrich Franz Ernst von Plotho (1698–1766), preußischer Oberst
- Joachim von Bredow (1872–1926), Landrat und Rittergutsbesitzer
- Karl Friedrich von Knobloch (1797–1862), preußischer Generalmajor